# Forêt d'Allach
La Forêt d'Allach (en allemand : Allacher Forst) est une forêt située au nord de Munich, dans le district d'Allach-Untermenzing. Elle fait partie des presque 150 hectares de l'Allacher Lohe .

## Emplacement
La forêt d'Allach est située au nord de la gare de triage de Munich Nord entre les districts munichois d'Allach et Ludwigsfeld et Karlsfeld, une municipalité du district de Dachau .

## Écosystème
D'une superficie de plus de 1 km², elle constitue un vestige de l'ancienne ceinture de Lohwald au nord de Munich. Ici se côtoient les vieux tilleuls et chênes et sycomores, épicéas, ormes, pins et frênes. De nombreux types de fleurs s'épanouissent ici au printemps, comme les pulmonaires, les primevères et les anémones des bois. De plus, il existe plus de 300 types de champignons dans la forêt d'Allach . L'Allacher Lohe est l'un des trois sites restants de la pomme de bois (Malus sylvestris) en Bavière . Le site abrite également des espèces rares de coléoptères, dont certaines sont menacées d'extinction, comme le scarabée russe, le grand lucane, et le scarabée filamenteux .
La gare de triage de Munich Nord a été construite en 1991 à la lisière sud de la forêt d'Allach - une grande gare de triage et de conteneurs. Cela a conduit à des critiques de la part des écologistes : 174 hectares de biotope ont été détruits. Ici sur 5 km de long et 500 m de large on compte 356 aiguillages et plus de 120 km de voies avec jusqu'à 4000 wagons par jour . La forêt d'Allach est aujourd'hui une forêt alluviale si rare qu'après des protestations massives de la population et des milieux spécialisés, la boucle de l'autoroute A99 Munich Nord-Ouest avec le tunnel d'Allach passe sous la forêt d'Allach.
On y trouve le lac paysager Allacher Lohe et une salle de classe forestière.
La forêt d'Allach est désignée comme réserve naturelle et la partie nord-ouest comme zone de protection du paysage. Par ailleurs, la forêt d'Allach, avec l'Angerlohe au sud, est inscrite en zone faune-flore-habitat (zone FFH n°7734-302) pour le réseau de biotope européen de l'Union européenne . La forêt d'Allach fait partie de la ceinture verte de Munich.

## Liens web
- Réserve naturelle "Allacher Lohe" sur www.muenchen.de
- Description du biotope de la LBV
- Allacher Forst sur le guide de voyage en ligne onlinereisefuehrer.de